# Nguyễn Mỹ Ca
Nguyễn Mỹ Ca (1917-1946), nghệ danh khác: Nguyễn My Ca. Là một nhạc sĩ Việt Nam thời kỳ tiền chiến. Cuộc đời rất ngắn nên ông sáng tác không nhiều, trong đó bài Dạ khúc được coi là tác phẩm bất hủ.

## Cuộc đời
Ông sinh năm 1917 tại làng Vĩnh Kim, tỉnh Mỹ Tho. Là anh họ của giáo sư âm nhạc Trần Văn Khê (theo Trần Quang Hải, con trai Trần Văn Khê).
Thuở nhỏ ông có học trường Petrus Ký tại Sài Gòn. Ông thuộc nhóm nhạc sĩ sinh viên vào thập niên 1940 cùng Lưu Hữu Phước, Mai Văn Bộ, Trần Văn Khê.
Sau ngày Nam Bộ kháng chiến 23-9-1945, ông ra bưng biền tham gia kháng chiến ở miền Đông Nam Bộ. Năm 1946, ông bị xử bắn tại chợ Cà Mau.
Tên ông được đặt cho một con đường tại Tân Phú, Thành phố Hồ Chí Minh.

## Tác phẩm
- Dạ khúc (lời Hoàng Mai Lưu)
- Đến trường
- Tiếng dân cày